# 노바이구아수 FC
노바이구아수 푸치보우 클루비(Nova Iguaçu Futebol Clube)는 1990년에 창단한 브라질 리우데자네이루주 노바이구아수를 연고로 하는 축구팀이다. 2017년 현재 리우데자네이루 주리그 캄페오나투 카리오카에 참가하고 있다.

## 수상
- 코파 리우
  - 우승 (2회) : 2008, 2012

## 선수 명단

### 현역
참고: FIFA 자격 규정에 따라 소속된 국가대표팀 국기를 표시합니다. 선수는 복수의 FIFA 비회원국 국적을 가지고 있을 수 있습니다.
| 번호 | 포지션 | 국적 | 이름          |
| ---- | ------ | ---- | ------------- |
| -    | DF     |      | 카요 테노리오 |

| 번호 | 포지션 | 국적 | 이름 |
| ---- | ------ | ---- | ---- |

## 역대 감독
| 감독 | 임기 |
| ---- | ---- |
| 지뉴 | 2011 |